# Mauretania na Mistrzostwach Świata w Lekkoatletyce 2011
Mauretania na Mistrzostwach Świata w Lekkoatletyce 2011 była reprezentowana przez 2 zawodników – 1 kobietę i 1 mężczyznę.

## Wyniki reprezentantów Mauretanii

### Mężczyźni

#### Konkurencje biegowe
| Konkurencja   | Zawodnik                    | Runda 1    | Runda 1 | Runda 2  | Runda 2 | Półfinał | Półfinał | Finał    | Finał   |
| Konkurencja   | Zawodnik                    | Rezultat   | Pozycja | Rezultat | Pozycja | Rezultat | Pozycja  | Rezultat | Pozycja |
| ------------- | --------------------------- | ---------- | ------- | -------- | ------- | -------- | -------- | -------- | ------- |
| Bieg na 100 m | Mohamed Ghassem Ahmed Taled | 11,50 (PB) | 23      |          |         |          |          |          |         |

### Kobiety

#### Konkurencje biegowe
| Konkurencja   | Zawodniczka    | Runda 1    | Runda 1 | Runda 2  | Runda 2 | Półfinał | Półfinał | Finał    | Finał   |
| Konkurencja   | Zawodniczka    | Rezultat   | Pozycja | Rezultat | Pozycja | Rezultat | Pozycja  | Rezultat | Pozycja |
| ------------- | -------------- | ---------- | ------- | -------- | ------- | -------- | -------- | -------- | ------- |
| Bieg na 100 m | Bounkou Camara | 14,05 (SB) | 34      |          |         |          |          |          |         |